# Cream Lemon
Cream Lemon (くりいむレモン?, Kurīmu Remon) è una serie di OAV creata a partire dal 1984 dallo studio Fairy Dust, e rappresenta una delle collane più imponenti e significative del genere hentai.
La serie contiene storie indipendenti, eccezion fatta per tre minisaghe. Cream Lemon è una serie longeva caratterizzata dalla grande varietà di generi: fantasy, comico, western, horror, scolastico, fantascienza. Alcune scene possono essere paragonate agli hentai moderni, ma spesso sono molto più soft e delicate. Può essere fatta una distinzione fra Cream Lemon e Shin Cream Lemon, quest'ultima conclusasi nel 1987-88. Gli ultimi episodi della serie risalgono al 2001-02 e sono costituiti da due puntate che ampliano due delle principali sottoserie: Ami ed Escalation.
Tra il 2004 e il 2008 sono stati inoltre prodotti 10 live action basati sui singoli episodi della serie: si tratta di film per adulti (chiamati "film rosa").
In Italia, la serie è stata commercializzata tra gli anni '80 e '90 sotto diversi titoli da varie case editrici e con doppiaggi diversi (tra queste case editrici ci fu la "Eden Video").

## Episodi
| Nº                                 | Titolo italiano Giapponese 「Kanji」 - Rōmaji | In onda           | In onda |
| Nº                                 | Titolo italiano Giapponese 「Kanji」 - Rōmaji | Giapponese        |         |
| Cream Lemon (16 episodi)           | |                   |         |
| 1                                  | Be My Baby 「媚・妹・Baby」 - bi. mai. BABY | 11 agosto 1984    |         |
| 2                                  | Escalation 「エスカレーション～今夜はハードコア～」 - esukareshon ~ konya ha hadokoa ~                                                                 | 10 settembre 1984 |         |
| 3                                  | Superdimension SF Legend Rall 「SF・超次元伝説ラル」 - SF. chō jigen densetsu raru                                                                     | 3 dicembre 1984   |         |
| 4                                  | Pop Chaser 「POP♥CHASER」 - POP♥CHASER | 13 marzo 1985     |         |
| 5                                  | Ami Again 「亜美・AGAIN」 - ami. AGAIN | 10 aprile 1985    |         |
| 6                                  | Escalation 2: Forbidden Sonata 「エスカレーション2～禁断のソナタ～」 - esukareshon 2 ~ kindan no sonata ~                                              | 25 maggio 1985    |         |
| 7                                  | Don't Do It Mako! Mako Sexy Symphony Part I 「いけないマコちゃん MAKO・セクシーシンフォニー前編」 - ikenai mako chan mako. sekushishinfoni zenpen      | 12 luglio 1985    |         |
| 8                                  | Super Virgin 「スーパーバージン」 - supabajin | 10 settembre 1985 |         |
| 9                                  | Happening Summer 「ハプニング・サマー」 - hapuningu. sama                                                                                              | 20 ottobre 1985   |         |
| 10                                 | Star Trap 「STAR TRAP」 - STAR TRAP | 25 dicembre 1985  |         |
| 11                                 | Black Cat Manor 「黒猫館」 - kuroneko kan | 25 gennaio 1986   |         |
| 12                                 | Don't Do It Mako! Mako Sexy Symphony Part II 「いけないマコちゃん MAKO・セクシーシンフォニー後編」 - ikenai mako chan mako. sekushishinfoni kōhen      | 25 febbraio 1986  |         |
| 13                                 | Ami III: Now I Embrace You Ami 「亜美III」 - ami III                                                                                                   | 25 maggio 1986    |         |
| 14                                 | Nalice Scramble 「なりすスクランブル」 - narisu sukuranburu                                                                                            | 5 agosto 1986     |         |
| 15                                 | Superdimension SF Legend Rall 2: Lamu Ru Strikes Back 「超次元伝説ラルII～ラモー・ルーの逆襲～」 - chō jigen densetsu raru II ~ ramo. ru no gyakushū ~ | 5 dicembre 1986   |         |
| 16                                 | Escalation 3: Angels' Epilogue 「エスカレーション3～天使たちのエピローグ～」 - esukareshon 3 ~ tenshi tachino epirogu ~                                | 21 febbraio 1987  |         |
| Shin Cream Lemon (9 episodi)       | |                   |         |
| 1                                  | To Moriyama Special I: Five Hour Venus 「森山塔スペシャル 5時間目のヴィーナス」 - moriyama tō supesharu 5 jikanme no vinasu                            | 21 marzo 1987     |         |
| 2                                  | White Shadow 「ホワイト・シャドウ」 - howaito. shadō                                                                                                   | 15 aprile 1987    |         |
| 3                                  | The Evil Doll 「魔人形（madol）」 - ma ningyou (madol)                                                                                                 | 1º maggio 1987    |         |
| 4                                  | Etude: Snow Heartbeat 「e・tude～雪の鼓動～」 - e. tude ~ yuki no kodō ~                                                                               | 21 giugno 1987    |         |
| 5                                  | Dream-Colored Bunny 「ゆめいろBUNNY」 - yumeiro BUNNY                                                                                                  | 1º luglio 1987    |         |
| 6                                  | Summer Wind 「サマーウィンド～少女たちが運んだ夏～」 - samauindo ~ shōjo tachiga hakon da natsu ~                                                      | 30 luglio 1987    |         |
| 7                                  | Two People's Life of Heartbreak 「二人のハートブレイクライブ」 - futari no hatobureikuraibu                                                            | 26 dicembre 1987  |         |
| 8                                  | Etude II: Early Spring Concerto 「e・tudeⅡ～早春コンチェルト～」 - e. tude II~ sōshun konchieruto ~                                                    | 21 gennaio 1988   |         |
| 9                                  | To Moriyama Special II: Afterschool XXX 「森山塔スペシャルⅡ 放課後×××」 - moriyama tō supesharu II hōkago XXX                                          | 21 marzo 1987     |         |
| Special vari (7 episodi)           | |                   |         |
| 1                                  | The Dark 「DARK」 - DARK | 25 giugno 1987    |         |
| 2                                  | Astaroth 「魔道都市アスタロト」 - madō toshi asutaroto                                                                                                 | 1º settembre 1989 |         |
| 3                                  | To Moriyama Special III : I Guess So 「森山塔スペシャルIII そうかもしんない」 - moriyama tō supesharu III sou kamo sin nai                             | 4 aprile 1990     |         |
| 4                                  | Toshiki Yui Best Hit: Visions of Europe 「～ヨーロッパの印象～完全版」 - yoroppa no inshō ~ kanzenban                                                  | 21 giugno 1990    |         |
| 5                                  | Kei Amagi Special: Cherry Melancholy 「～チェリーなゆううつ～完全版」 - chieri na yūutsu ~ kanzenban                                                   | 21 luglio 1990    |         |
| 6                                  | Young Love: Angie & Rose 「青い性～アンジェ＆ローズ～」 - aoi sei ~ anjie & rozu ~                                                                     | 17 luglio 1992    |         |
| 7                                  | Return To Black Cat Manor 「続 黒猫館」 - zoku kuroneko kan                                                                                            | 19 marzo 1993     |         |
| Shin Seiki Cream Lemon (2 episodi) | |                   |         |
| 1                                  | Escalation: Die Liebe 「エスカレーション ディ・リーベ」 - esukareshon di riibe                                                                         | 27 luglio 2001    |         |
| 2                                  | Ami Recontrer 「亜美 RENCONTRER」 - AMI rekontore | 23 agosto 2002    |         |